# Ферма 1 Шилису
Ферма 1 Шилису (каз. Шилісу 1 фермасы) — населённый пункт в Кербулакском районе Жетысуской области Казахстана. Входит в состав Сарыбулакского сельского округа. Код КАТО — 194657400.

## Население
В 1999 году население населённого пункта составляло 220 человек (122 мужчины и 98 женщин). По данным переписи 2009 года, в населённом пункте проживало 208 человек (106 мужчин и 102 женщины).